# Mes trésors
Pour plus de détails, voir Fiche technique et Distribution.
Mes trésors est une comédie policière française réalisée par Pascal Bourdiaux, sortie en 2017.

## Synopsis
Un cambrioleur de haut vol réunit ses deux filles (une «hackeuse» et une arnaqueuse) pour préparer un ultime casse.

## Fiche technique
- Titre : Mes trésors
- Réalisation : Pascal Bourdiaux
- Scénario et idée originale : Carole et Michèle Giacobbi
- Scénario, adaptation, dialogues : Juliette Sales et Fabien Suarez
- Musique : Sinclair
- Montage : Mickael Dumontier
- Photographie : Vincent Gallot
- Décors : Maamar Ech-Cheikh
- Costumes : Laurence Chalou
- Producteur : Clément Miserez et Matthieu Warter
- Production : Radar Films
- Budget : 11.3M€[1]
- Coproduction : Forecast Pictures et TF1 Films Production
- Distribution : SND
- Pays d'origine :  France
- Durée : 91 minutes
- Genre : comédie policière
- Dates de sortie :  France - 4 janvier 2017
- Box-office France : 140 912 entrées[1]

## Distribution
- Jean Reno : Patrick
- Reem Kherici : Caroline Laugier
- Camille Chamoux : Carole Perceval
- Alexis Michalik : Guillaume
- Bruno Sanches : Frédéric Campana dit 《 Fred 》
- Pascal Demolon : Romain Werner
- Natalia Verbeke : Julianna Van Gaal
- Amory Cazal : Tobias Van Gaal
- Barbara Bolotner : la co-locataire
- Raphaëline Goupilleau : Nadine
- Jérôme Dreyfuss : le trader
- Halim Oulebsir : le coursier
- Laurent Bateau : le notaire
- Gregory Sengelin : le garde hôtel 1
- Kenny Douala : le garde hôtel 2
- Alexandra Zimny : la jeune femme de la boîte de nuit
- Sean Guegan : le surfeur 1
- Gunther Vanseveren : le surfeur 2
- Laurent Lespinasse : le pilote de l'hélicoptère
- Javier Tolosa : le policier espagnol
- Ludovic du Plessis : le barman de la boîte de nuit
- Jean Reynès : Wladimir Daroff
- Olivier Cazal : le luthier

## Musiques additionnelles
Sauf indication contraire, les informations mentionnées dans cette section peuvent être confirmées par le générique de fin de l'œuvre audiovisuelle présentée ici, ainsi que par la base de données cinématographiques IMDb,  présente dans la section « Liens externes ».
- Treasure - Bruno Mars
- Pas là - Vianney

## Aviation au cinéma
- L'hélicoptère immatriculé F-GPHA dans lesquels embarquent les trois acteurs principaux en fin de film est un Agusta A-109S Grand[2].